# Plebicula postmargarita
Plebicula postmargarita är en fjärilsart som beskrevs av Ruggero Verity 1946. Plebicula postmargarita ingår i släktet Plebicula och familjen juvelvingar. Inga underarter finns listade i Catalogue of Life.